# A Mizújs, Scooby-Doo? epizódjainak listája
A Scooby-Doo című rajzfilmsorozat 2002 és 2005 közötti epizódjait Mizújs, Scooby-Doo? címen sugározták. A lista ennek az epizódjait tartalmazza. A második évadtól kezdve a legtöbb részben nem hangzik el az epizódok magyar címe, de azok a Mizújs, Scooby-Doo? DVD gyűjteményből kiderülnek. Néhány részt kétszer szinkronizáltak le, ezeknek két magyar címük van.

## Évados áttekintés
| Évad | Évad | Epizódok | Eredeti sugárzás     | Eredeti sugárzás  | Magyar sugárzás   | Magyar sugárzás   |
| Évad | Évad | Epizódok | Évadpremier          | Évadfinálé        | Évadpremier       | Évadfinálé        |
| ---- | ---- | -------- | -------------------- | ----------------- | ----------------- | ----------------- |
|      | 1    | 14       | 2002. szeptember 14. | 2003. március 22. | 2004. január 19.  | 2004. február 5.  |
|      | 2    | 14       | 2003. szeptember 13. | 2004. március 27. | 2005. május 9.    | 2005. május 26.   |
|      | 3    | 14       | 2005. január 29.     | 2005. április 23. | 2006. március 11. | 2006. április 23. |

## 1. évad
| #   | Eredeti cím                                     | Magyar cím                                    | Eredeti premier      | Magyar premier   | Prod. kód |
| --- | ----------------------------------------------- | --------------------------------------------- | -------------------- | ---------------- | --------- |
| 1.  | There's No Creature Like Snow Creature          | Hószörnyek márpedig nincsenek                 | 2002. szeptember 14. | 2004. január 19. | 101       |
| 2.  | 3-D Struction                                   | Háromdimenziós dínók                          | 2002. szeptember 21. | 2004. január 20. | 103       |
| 3.  | Space Ape at the Cape                           | Űrmajom a bázison                             | 2002. szeptember 28. | 2004. január 21. | 102       |
| 4.  | Big Scare in the Big Easy                       | Szellemek? Nem kellenek!                      | 2002. október 5.     | 2004. január 22. | 104       |
| 5.  | It's Mean, It's Green, It's the Mystery Machine | Csodajárgány, mint a sárkány                  | 2002. október 26.    | 2004. január 23. | 105       |
| 6.  | Riva Ras Regas                                  | Viva Las Vegas                                | 2002. november 2.    | 2004. január 26. | 106       |
| 7.  | Roller Ghoster Ride                             | Szellemvasút                                  | 2002. november 9.    | 2004. január 27. | 107       |
| 8.  | Safari, So Goodi!                               | Szafari, de szupi!                            | 2002. november 23.   | 2004. január 28. | 108       |
| 9.  | She Sees Sea Monsters by the Sea Shore          | Szörfölő szörny: nem öröm                     | 2002. november 30.   | 2004. január 29. | 109       |
| 10. | A Scooby-Doo! Christmas                         | Karácsony Scooby-Doo-valScooby-Doo karácsonya | 2002. december 13.   | 2004. január 30. | 114       |
| 11. | Toy Scary Boo                                   | Borzadályos babák                             | 2003. február 1.     | 2004. február 2. | 110       |
| 12. | Lights! Camera! Mayhem!                         | Fény! Kamera! Fantom!                         | 2003. február 15.    | 2004. február 3. | 111       |
| 13. | Pompeii and Circumstance                        | A gonosz gladiátor                            | 2003. február 22.    | 2004. február 4. | 112       |
| 14. | The Unnatural                                   | Baseballbálvány                               | 2003. március 22.    | 2004. február 5. | 113       |

## 2. évad
| #   | Eredeti cím                          | Magyar cím                                    | Eredeti premier      | Magyar premier  | Prod. kód |
| --- | ------------------------------------ | --------------------------------------------- | -------------------- | --------------- | --------- |
| 1.  | Big Appetite in Little Tokyo         | Nagy étvágy kis Tokyoban                      | 2003. szeptember 13. | 2005. május 9.  | 204       |
| 2.  | Mummy Scares Best                    | Múmia akció                                   | 2003. szeptember 20. | 2005. május 10. | 203       |
| 3.  | The Fast and the Wormious            | Kukac! Jaj! Hú!                               | 2003. szeptember 27. | 2005. május 11. | 205       |
| 4.  | High-Tech House of Horrors           | A jövő High-Tech horrorháza                   | 2003. október 4.     | 2005. május 12. | 201       |
| 5.  | The Vampire Strikes Back             | A vámpír visszavág                            | 2003. október 18.    | 2005. május 13. | 207       |
| 6.  | A Scooby-Doo Halloween               | Halloween Scooby-Doo-valScooby-Doo: Halloween | 2003. október 24.    | 2005. május 16. | 214       |
| 7.  | Homeward Hound                       | Kutyakiállítás                                | 2003. október 25.    | 2005. május 17. | 206       |
| 8.  | The San Franpsycho                   | San Franpszicho                               | 2004. március 20.    | 2005. május 18. | 213       |
| 9.  | Simple Plan and the Invisible Madman | A Simple Plan és a láthatatlan ember          | 2004. március 22.    | 2005. május 19. | 211       |
| 10. | Recipe for Disaster                  | A katasztrófa titkos receptje                 | 2004. március 23.    | 2005. május 20. | 210       |
| 11. | Large Dragon at Large                | Sárkány a vásáron                             | 2004. március 24.    | 2005. május 23. | 202       |
| 12. | Uncle Scooby and Antarctica          | Scooby bácsi és az Antarktisz                 | 2004. március 25.    | 2005. május 24. | 212       |
| 13. | New Mexico, Old Monster              | Új-Mexikó régi szörnye                        | 2004. március 26.    | 2005. május 25. | 209       |
| 14. | It's All Greek to Scooby             | A kentaur rejtélye                            | 2004. március 27.    | 2005. május 26. | 208       |

## 3. évad
| #   | Eredeti cím                                       | Magyar cím                                            | Eredeti premier   | Magyar premier    | Prod. kód |
| --- | ------------------------------------------------- | ----------------------------------------------------- | ----------------- | ----------------- | --------- |
| 1.  | Fright House of a Lighthouse                      | A világítótorony rémeA világítótorony ördögi őre      | 2005. január 29.  | 2006. március 11. | 301       |
| 2.  | Go West, Young Scoob                              | Irány a vadnyugat!Scooby a vadnyugaton                | 2005. február 5.  | 2006. március 12. | 302       |
| 3.  | A Scooby-Doo Valentine                            | Valentin napi ScoobyScooby Valentin napja             | 2005. február 11. | 2006. március 18. | 314       |
| 4.  | Wrestle Maniacs                                   | BunyómániaA titáni csavar                             | 2005. február 12. | 2006. március 19. | 303       |
| 5.  | Ready to Scare                                    | A Notre Dame-i divatszörnyFrancia sokk                | 2005. február 19. | 2006. március 25. | 304       |
| 6.  | Farmed and Dangerous                              | A farmerek rémeA farmer fantom                        | 2005. február 26. | 2006. március 26. | 305       |
| 7.  | Diamonds Are a Ghoul's Best Friend                | Baj a bajnokságonA gyémánt a kísértet legjobb barátja | 2005. március 5.  | 2006. április 1.  | 306       |
| 8.  | A Terrifying Round with a Menacing Metallic Clown | Minigolf, óriásbohócA baljóslatú bohóc                | 2005. március 12. | 2006. április 2.  | 307       |
| 9.  | Camp Comeoniwannascareya                          | Kísérteties nyárTotál tuti tábor                      | 2005. március 19. | 2006. április 8.  | 308       |
| 10. | Block-Long Hong Kong Horror                       | Rontott Hong Kong borzalom                            | 2005. március 26. | 2006. április 9.  | 309       |
| 11. | Gentlemen, Start Your Monsters!                   | Totál Grand PrixFrászos futam                         | 2005. április 2.  | 2006. április 15. | 310       |
| 12. | Gold Paw                                          | Aranymancs                                            | 2005. április 9.  | 2006. április 16. | 311       |
| 13. | Reef Grief!                                       | Bánom-Zátony                                          | 2005. április 16. | 2006. április 22. | 313       |
| 14. | E-Scream                                          | E-sikoly                                              | 2005. április 23. | 2006. április 23. | 312       |